# میکسر تلویزیونی

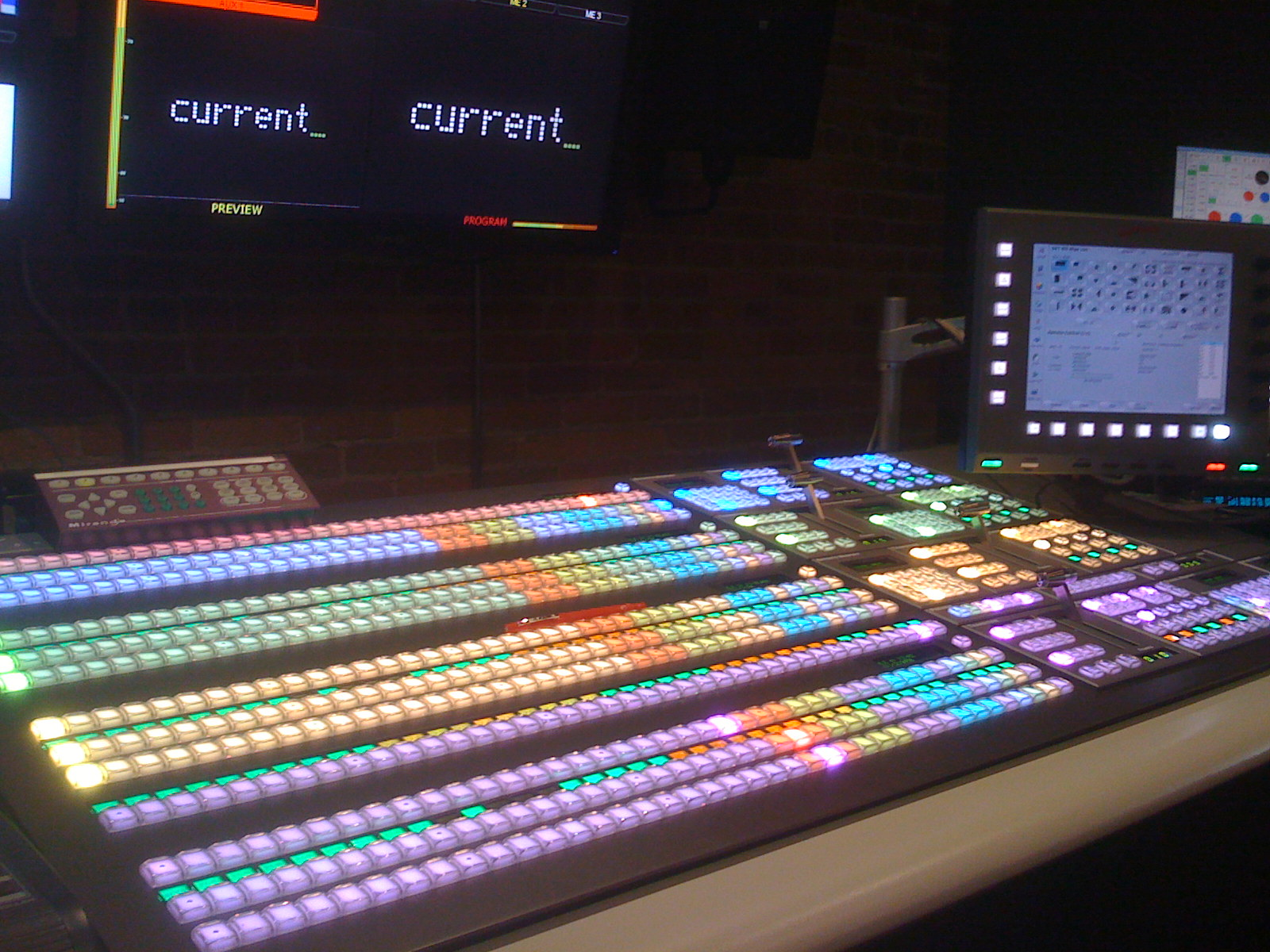
یک میکسر تلویزیونی

میکسر تلویزیونی ابزاری الکترونیکی است که منابع تصویری را با هم ترکیب یا امکان گزینش هرکدام یا جمع تعدادی از آنها را برای ارسال به خروجی فراهم می‌کند. هر چند در ابتدا این ابزار به‌صورت آنالوگ کار می‌کرد اما امروزه با پیشرفت فناوری دیجیتال امکانات و قابلیت‌های میکسرهای تصویر به میزان قابل توجهی افزایش پیدا کرده و کاربرها می‌توانند هرگونه تغییراتی در تصاویر ورودی ایجاد و به خروجی میکسر ارسال کنند. این ابزار ویرایش تصاویر است و همچنین می‌تواند از جلوه های ویژه بصری آن برای ویرایش و ذخیره تصاویر یا همچنین ویرایش زنده استفاده کرد.
میکسرهای ویدئویی از بخش تنظیم، تفکیک و تغییر صدا نیز برخودار هستند.